# ライアン・リンドリー
ライアン・リンドリー（Ryan Lindley 1989年6月22日- ）は、アメリカ合衆国カリフォルニア州サンディエゴ出身の元アメリカンフットボール選手。

## 経歴

### プロ入りまで
高校時代はアメリカンフットボールの他に野球もしていた。3年次には3,521ヤードを獲得、35タッチダウンをあげた。

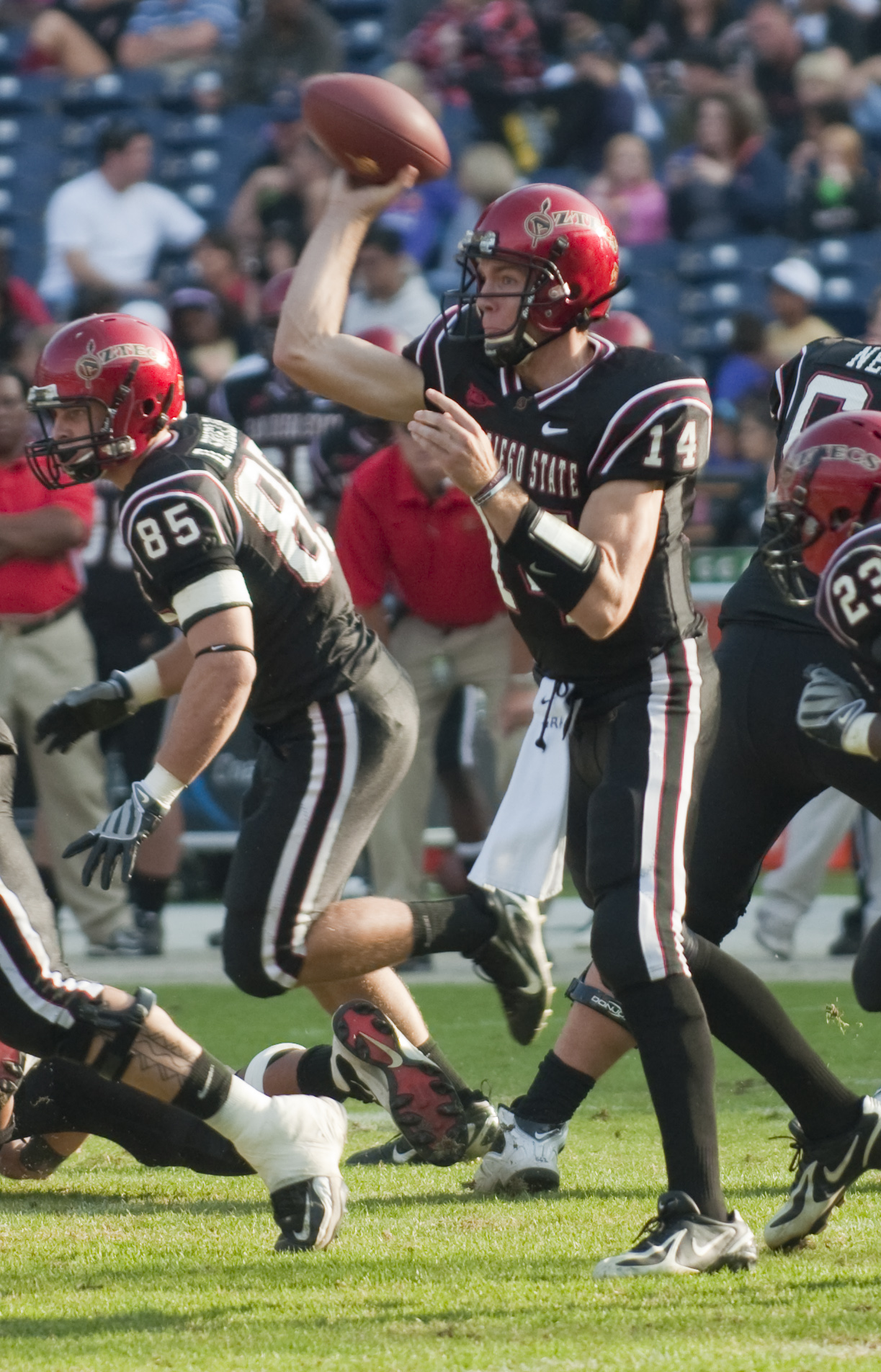
サンディエゴ州立大学時代

サンディエゴ州立大学に入学した彼は、2008年に11試合で先発し、パス427回中242回成功、2,653ヤードを獲得、16タッチダウン、9インターセプトをあげた。2009年には12試合で先発し、パス437回中239回成功、3,054ヤードを獲得、23タッチダウン、16インターセプトをあげた。2010年にはパス421回中243回成功、3,830ヤードを獲得、28タッチダウン、14インターセプトをあげた。この年、チームは1998年のラスベガスボウル以来のボウルゲーム出場となるポインセチアボウルに出場し、パス23回中18回成功、276ヤードを獲得、2タッチダウンをあげる活躍を見せて、35-14で海軍兵学校を破った。

### プロ入り後
2012年のNFLドラフト6巡でアリゾナ・カージナルスに指名されて入団した。プレシーズン第1週の試合では先発QB争いをするケビン・コルブ、ジョン・スケルトンにひけを取らないプレーを見せた。またプレシーズン第4週のデンバー・ブロンコス戦ではマイケル・フロイドへの22ヤードのTDパスを決めた。
11月18日、第11週のアトランタ・ファルコンズ戦で不調のジョン・スケルトンに代わって、試合途中から起用されたが、パス20回中9回成功、64ヤード、1ファンブルロストに終わった。第12週のセントルイス・ラムズ戦で初先発して312ヤードを投げた4インターセプトを喫した。第13週のニューヨーク・ジェッツ戦ではパス31回中10回成功、72ヤード、1インターセプトと散々な成績で、チームは6-7で敗れた。第14週のシアトル・シーホークス戦ではスケルトンに代わって途中出場し、パス17回中8回成功、59ヤードに終わった。第15週のデトロイト・ライオンズ戦でもパス21回中14回成功、104ヤード、1インターセプトと結果を出せなかったが、ビーニー・ウェルズの3TDをあげる活躍で9連敗中だったチームは勝利、先発初勝利をかざった。第16週のシカゴ・ベアーズ戦では第3Qにチャールズ・ティルマンにインターセプトされたプレーを最後に、ブライアン・ホイヤーと途中交代させられ、パス30回中17回成功、141ヤード1インターセプトに終わった。
2014年、エースQBカーソン・パーマー、第2QBドリュー・スタントンが共に負傷したため、起用されたが、第16週までにNFLワーストとなる225回のパスを投げてTDパスなしのNFL記録を作った。第17週のサンフランシスコ・フォーティナイナーズ戦の第1Qに、フリーフリッカーからプロ初TDパスをマイケル・フロイドへ決めた。
プレーオフ1回戦のカロライナ・パンサーズ戦でも先発し、パス28回中16回成功、82ヤード、1TD、2INT、QBレイティング44.3の成績で、チームは16-27で敗れた。カージナルスはこの試合のトータルオフェンスで77ヤードに終わったが、これはNFLのプレーオフ史上最少の記録であった。
2015年8月10日、ニューイングランド・ペイトリオッツと契約を結んだ。プレシーズン最終戦後の9月5日にペイトリオッツから解雇された。
2015年12月29日、インディアナポリス・コルツと契約、テネシー・タイタンズとのシーズン最終戦にジョシュ・フリーマンと併用され、パス10回中6回成功、58ヤード、1TDを記録、チームは30-24で勝利した。
その後、1年以上プロフットボールチームでプレーしていなかったが、2017年2月2日、カナディアン・フットボール・リーグのオタワ・レッドブラックスと契約を結んだ。エースQBのトレバー・ハリス、控えQBのドリュー・テイトが負傷したため、9月22日のCFL開幕戦に先発出場、パス36回中16回成功、151ヤード、1インターセプトの成績でチームは9-29でウィニペグ・ブルーボマーズに敗れた。サスカチュワン・ラフライダーズ戦でもパス31回中17回成功、161ヤード、1TD、1INTの成績に留まり、2018年3月6日、レッドブラックスから解雇された。

### 現役引退後
サンディエゴ州立大学のアシスタントコーチを2017年から2018年10月31日まで務めた。
2018年10月31日、クリーブランド・ブラウンズのRBコーチに就任、2019年1月14日、ブラウンズのQBコーチに就任した。オフにブラウンズを退団した。
2020年にはユタ大学のオフェンシブアナリストに着任、2021年シーズンからはミシシッピ州立大学のディフェンシブアナリストに就任した。

## 人物
強肩の持ち主である。ニューヨーク・タイムズのMatt Waldman記者からは、2012年ドラフト指名候補中、アンドリュー・ラック、ロバート・グリフィン3世、ライアン・タネヒル、ラッセル・ウィルソンに次ぐ5番目のQBであると評価された。